# فلورنون
فلورنون (به انگلیسی: Fluorenone) با فرمول شیمیایی C13H8O یک ترکیب شیمیایی با شناسه پاب‌کم 10241 است. که جرم مولی آن 180.192 g/mol می‌باشد. شکل ظاهری این ترکیب، پودر بلورین جامد زرد است.